# Venda Branca
Venda Branca é um distrito do município brasileiro de Casa Branca, no interior do estado de São Paulo.

## História

### Formação administrativa
- Distrito criado pela Lei n° 3.198 de 23/12/1981, com sede no bairro de igual nome e com território desmembrado do distrito de Lagoa Branca[3][4].

## Geografia

### Demografia

#### População urbana
| Crescimento população urbana | Crescimento população urbana | Crescimento população urbana | Crescimento população urbana |
| Censo                        | Pop.                         |                              | %±                           |
| ---------------------------- | ---------------------------- | ---------------------------- | ---------------------------- |
| 1991                         | 747                          |                              | —                            |
| 2000                         | 891                          |                              | 19,3%                        |
| 2010                         | 790                          |                              | −11,3%                       |
| Fonte: IBGE e Fundação SEADE |                              |                              |                              |

#### População total
Pelo Censo 2010 (IBGE) a população total do distrito era de 1 048 habitantes.

### Área territorial
A área territorial do distrito é de 81,663 km².

### Rodovias
O distrito possui acesso à Rodovia Professor Boanerges Nogueira de Lima (SP-340) através de estrada vicinal.

## Serviços públicos

### Registro civil
Feito na sede do município, pois o distrito não possui Cartório de Registro Civil das Pessoas Naturais.

### Saneamento
O serviço de abastecimento de água é feito pela Águas de Casa Branca (ACB). O distrito também conta com tratamento de esgoto.

### Energia
A responsável pelo abastecimento de energia elétrica é a CPFL Santa Cruz (antiga CPFL Leste Paulista), distribuidora do grupo CPFL Energia.

### Telecomunicações
O distrito era atendido pela Telecomunicações de São Paulo (TELESP), que inaugurou a central telefônica utilizada até os dias atuais. Em 1998 esta empresa foi vendida para a Telefônica, que em 2012 adotou a marca Vivo para suas operações.

## Religião

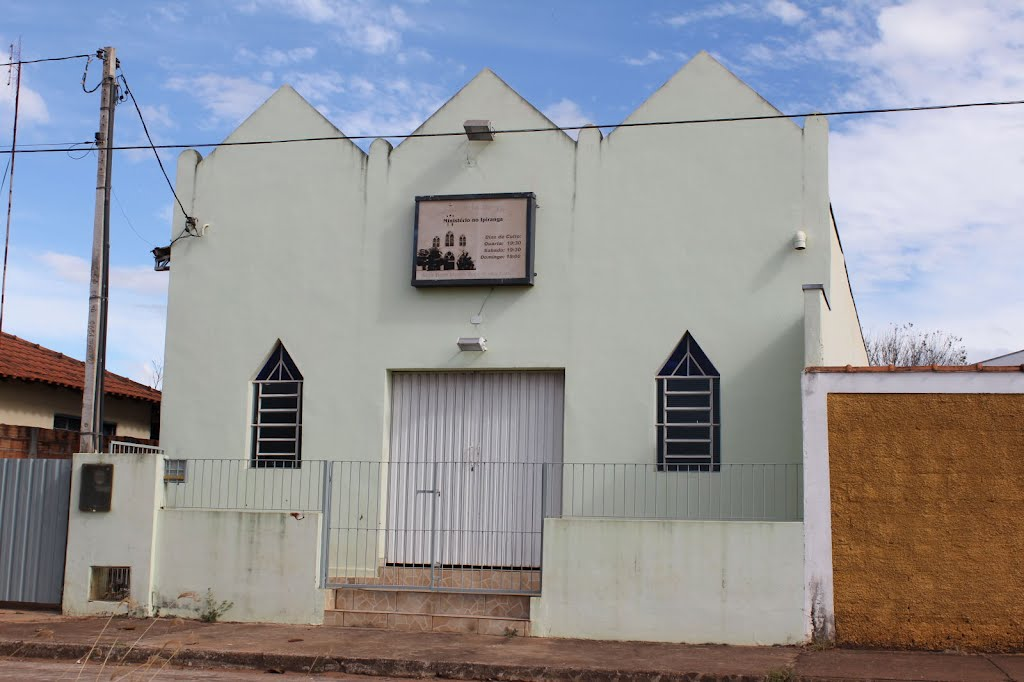
Assembleia de Deus Ministério no Ipiranga.

O Cristianismo se faz presente no distrito da seguinte forma:

### Igreja Católica
- A igreja faz parte da Diocese de São João da Boa Vista[16].

### Igrejas Evangélicas
- Assembleia de Deus - O distrito possui congregação da Assembleia de Deus Ministério do Belém, vinculada ao Campo de Porto Ferreira[17], e também uma congregação do Ministério do Ipiranga. Por essa igreja, através de um início simples, mas sob a benção de Deus, a mensagem pentecostal chegou ao Brasil. Esta mensagem originada nos céus alcançou milhares de pessoas em todo o país, fazendo da Assembleia de Deus a maior igreja evangélica do Brasil[18].
- Congregação Cristã no Brasil[19].